# Berserk: Das goldene Zeitalter I – Das Ei des Königs
Berserk: Das goldene Zeitalter I – Das Ei des Königs (ベルセルク 黄金時代篇I 覇王の卵, Beruseruku Ōgon Jidai-Hen I: Haō no Tamago) ist der erste animierte Kinofilm zur Manga- und Animeserie Berserk aus dem Jahr 2012. Es folgten Berserk: Das goldene Zeitalter II (2012) und Berserk: Das goldene Zeitalter III (2013).

## Handlung
Der Söldner Guts erregt die Aufmerksamkeit einer Söldnergruppe, The Band of the Hawk, als er während einer Belagerung einen feindlichen Champion tötet. Er ist gezwungen, sich der Gruppe anzuschließen, nachdem er im Zweikampf von ihrem Anführer Griffith besiegt wurde. Die Band of the Hawk wird vom Königreich Midland für seinen Hundertjährigen Krieg gegen das Tudor-Imperium eingesetzt und Griffith steigt nach einer erfolgreichen Schlacht in der Hierarchie des Königreichs auf. Während einer weiteren Belagerung begegnen Guts und Griffith dem Dämon Nosferatu Zodd, der den Anhänger um Griffiths Hals bemerkt und Guts warnt, dass Griffith sein Untergang sein wird. Griffiths Aufstieg im Status wird von Midlands Adligen schlecht aufgenommen und es gibt einen gescheiterten Attentatsversuch auf Griffith. Der Attentäter stellt sich als der Bruder des Königs raus. Griffith befiehlt Guts, Julius zu ermorden. Aus Versehen tötet Guts auch den Sohn von Julius. Guts, der von seinen Handlungen emotional gezeichnet ist, hört, wie Griffith sagt, dass die Band of the Hawk seine Kameraden sind, aber um Freunde zu sein, müssen sie ihre eigenen Träume verfolgen und nicht die von jemand anderem.

## Produktion
In Zusammenarbeit mit Warner Bros. Pictures wurde eine Reihe von Filmen zu Berserk produziert, die im Gegensatz zur Anime-Serie die gesamte Handlung des Mangas abdecken sollen. Der Film wurde von Studio 4°C unter Leitung von Toshiyuki Kubooka nach Drehbüchern von Ichirō Ōkouchi produziert. Die Synchronsprecher der Hauptrollen wechselten im Vergleich zur Anime-Serie: es sind Hiroaki Iwanaga als Guts, Takahiro Sakurai als Griffith und Toa Yukinari als Casca besetzt.

## Veröffentlichung
Der Film erschien am 4. Februar 2012 in die japanischen Kinos und hat eine Laufzeit von 75 Minuten. Er wurde am 23. Mai 2012 auf Blu-ray und DVD veröffentlicht. In Deutschland erschien der Film am 26. Oktober 2012 auf Blu-ray und DVD. Im Gegensatz zu der Animeserie haben die Filme zusätzlich eine deutsche Tonspur enthalten. Die FSK wurde auf ab 16 Jahren festgelegt.

## Synchronisation
| Rolle          |                              |                    |
| Rolle          | japanischer Sprecher (Seiyū) | deutscher Sprecher |
| -------------- | ---------------------------- | ------------------ |
| Guts           | Hiroaki Iwanaga              | Ozan Ünal          |
| Griffith       | Takahiro Sakurai             | Nico Mamone        |
| Casca          | Toa Yukinari                 | Anja Stadlober     |
| Charlotte      | Aki Toyosaki                 | Jennifer Weiß      |
| Nosferatu Zodd | Kenta Miyake                 | Jörg Hengstler     |
| Pippin         | Takahiro Fujiwara            | Raimund Krone      |
| Bazooso        | Kendo Kobayashi              | Gerald Paradies    |

## Rezeption
- Lexikon des internationalen Films: „Ein furioses, visuell eindrückliches, aber auch hartes Fantasy-Abenteuer als Mixtur aus klassischer 2D-Animation und computergenerierten Hintergründen, das die schicksalhaft-tragischen Zuspitzungen um die rebellischen Helden nachvollziehbar macht.“[4]